# Isola Comacina

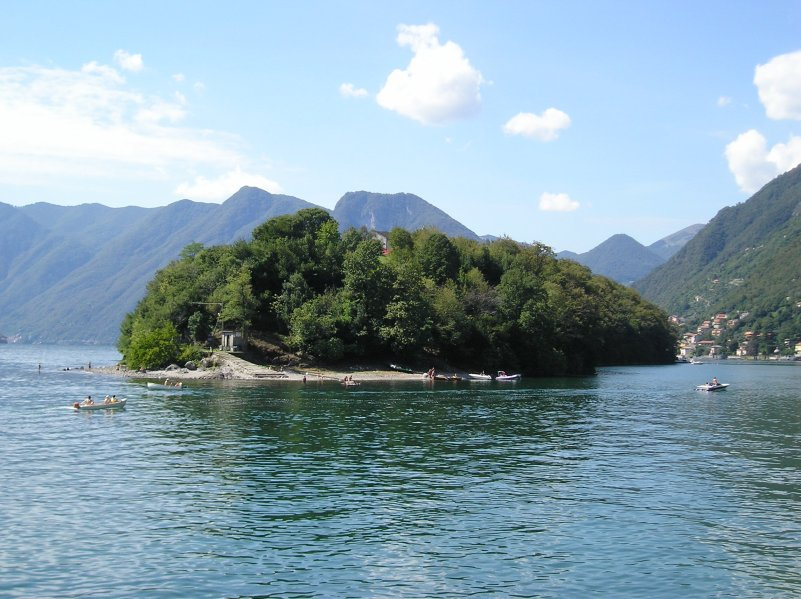
Zicht op Isola Comacina

Isola Comacina is een eiland in het Comomeer, in de Italiaanse provincie Como (regio Lombardije), in het noorden van Italië.
Het eiland was sinds 1880 eigendom van de welgestelde Augusto Giuseppe Caprani, burgemeester van Sala Comacina. In 1917 benoemde hij in zijn testament de Belgische koning Albert I als erfgenaam van zijn eiland, om zo zijn sympathie te betuigen voor de grote moed die de Belgen hadden opgebracht tijdens de Eerste Wereldoorlog. Zodoende werd Comacina na het overlijden van Caprani op 7 oktober 1919 privébezit van de Belgische koning. Op 18 mei 1920 droeg Albert I het bezit over aan de Italiaanse staat die het eiland onder beheer bracht bij de Brera-kunstacademie in Milaan om er ateliers voor Belgische en Italiaanse kunstenaars te bouwen. Tegenwoordig (2012) selecteert de Vlaamse Gemeenschap ieder jaar 5 kunstenaars om op het eiland te kunnen werken. De Franse Gemeenschap stuurt jaarlijks 6 kunstenaars.
Pietro Lingeri bouwde in 1939 drie huizen voor kunstenaars op het eiland. Nu zijn er ook een restaurant, een café, en enkele archeologische sites. 